# 多野藤岡広域市町村圏振興整備組合
多野藤岡広域市町村圏振興整備組合（たのふじおかこういきしちょうそんけんしんこうせいびくみあい）は、群馬県藤岡市、高崎市（旧吉井町の区域に限る。）、神流町及び上野村の2市1町1村が設立している一部事務組合。

## 概要

### 事務所
- 藤岡市下栗須124-6

### 主な事務内容
- 広域市町村圏計画の策定
- 広域市町村圏計画に基づく事業の実施についての連絡調整
- 常備消防事務
- 岡之郷クリーンセンターの運営
- 組合立一般廃棄物最終処分場の設備及び管理に関する事務

### 組織
- 組合議会
  - 議員定数：16人
- 執行機関
  - 理事長（構成市町村長の互選）
  - 副理事長（構成市町村長の互選）
  - 収入役（理事長の属する市町村の収入役）
  - 監査委員：2人

## 常備消防事務

### 概要
- 消防本部：藤岡市藤岡982
- 管轄区域：藤岡市、神流町、上野村及び高崎市吉井町区域（旧多野郡吉井町）
  - 高崎市は吉井町区域のみ多野藤岡広域市町村圏振興整備組合に加入している。それまで委託していた新町区域（旧多野郡新町）は、平成24年4月1日より、高崎市・安中市消防組合へ移管された。
- 管内面積：538.73km2
- 職員定数：153人
- 消防署2カ所、消防分署2カ所、消防出張所2カ所
- 主力機械（2019年3月31日現在）
  - 普通消防ポンプ自動車：4
  - 水槽付消防ポンプ自動車：4
  - 化学消防ポンプ自動車：1
  - 先端屈折梯子付消防自動車：1
  - 資材搬送車：1
  - 高規格救急車：7
  - 救急車:1
  - 救助工作車：1
  - その他：9

【主力機械に関する参考文献：平成30年度消防防災年報（多野藤岡広域市町村圏振興整備組合）】

### 沿革
- 1973年8月1日　多野藤岡広域市町村圏振興整備組合を設立。これに伴い藤岡市消防本部を解散。
- 1973年12月12日　万場消防分署、新町消防分署、鬼石消防分署、中里消防出張所、上野消防出張所が開署。
- 1974年5月1日　吉井消防分署が開署。
- 1975年12月11日　万場消防分署、中里消防出張所を統合し、奥多野消防分署に改称。
- 1983年12月1日　消防音楽隊が発足。
- 1984年4月1日　吉井消防分署が吉井消防署に昇格。
- 1993年4月12日　中里消防出張所が再設。
- 2008年3月31日　中里消防出張所が廃止。
- 2016年4月1日　119番通報が6消防本部で共同運用される『たかさき消防共同指令センター』の運用が開始。

### 組織
- 本部 - 総務課、予防課、警防課、指揮課
- 消防署 - 消防第1課、消防第2課

### 消防署
| 消防署     | 住所                  | 消防分署                                                  | 消防出張所                   |
| ---------- | --------------------- | --------------------------------------------------------- | ---------------------------- |
| 藤岡消防署 | 藤岡市藤岡982         | 鬼石：藤岡市鬼石町171-1 奥多野：多野郡神流町大字黒田101-4 | 上野：多野郡上野村大字川和19 |
| 吉井消防署 | 高崎市吉井町吉井541-1 | なし                                                      | なし                         |